# Fyodor Zammit
Fyodor Zammit (Birżebbuġa, 8 juli 1974) is een Maltees voetbalscheidsrechter. Hij werd vanaf 2016 opgenomen door FIFA en UEFA en fluit sindsdien internationale wedstrijden. Hij floot in 2015 één wedstrijd in de Virslīga en leidt ook wedstrijden in de UEFA Youth League.
Op 7 juli 2016 maakte Zammit zijn debuut in Europees verband tijdens een wedstrijd tussen FC Zaria Bălți en Videoton in de voorrondes van de UEFA Europa League. De wedstrijd eindigde op 2–0.
Zijn eerste interland floot hij op 26 maart 2018, toen Albanië met 0–1 verloor van Noorwegen.

## Interlands
| Datum         | Plaats           | Wedstrijd           | Uitslag | Competitie        | Kreeg geel | Kreeg voor de tweede keer geel en dus rood | Weggestuurd |
| ------------- | ---------------- | ------------------- | ------- | ----------------- | ---------- | ------------------------------------------ | ----------- |
| 26 maart 2018 | Elbasan, Albanië | Albanië – Noorwegen | 0 – 1   | Vriendschappelijk | 2          | 0                                          | 0           |

Laatste aanpassing op 25 oktober 2018